# European Journal of Organic Chemistry
European Journal of Organic Chemistryは、有機化学分野の査読付き科学雑誌である。Chemistry Europeの代理としてWiley-VCHによって発行されている。1998年に、
- Liebigs Annalen/Recueil（ドイツ）
- Bulletin de la Société Chimique de France（フランス）
- Bulletin des Sociétés Chimiques Belges（ベルギー）
- Gazzetta Chimica Italiana（イタリア）
- Anales de Química（スペイン）
- Chimika Chronika（ギリシャ）
- Revista Portuguesa de Química（ポルトガル）
- ACH-Models in Chemistry（ハンガリー）

の統合により創刊された。